# فرخنده سینه‌فندقی
فرخنده سینه‌فندقی (نام علمی: Pipraeidea melanonota) یک گونه از فرخندگان با سر آبی و سینه زرد است. در کوه‌های آند در شمال غرب آرژانتین، بولیوی، کلمبیا، اکوادور، پرو و ونزوئلا، و همچنین در ارتفاعات شمال شرق آرژانتین، جنوب برزیل، پاراگوئه و اروگوئه یافت می‌شود.

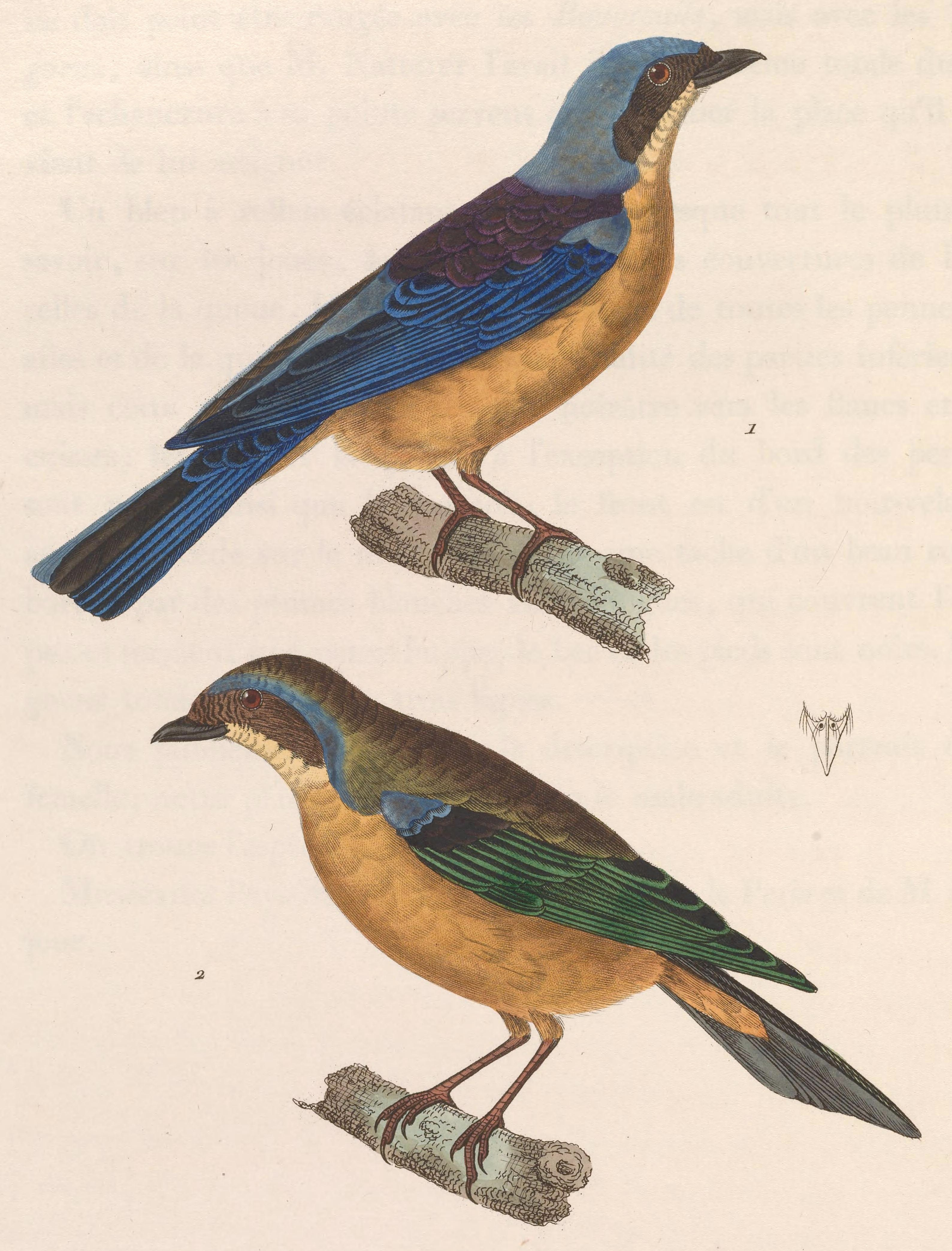
فرخنده سینه‌فندقی نر و ماده

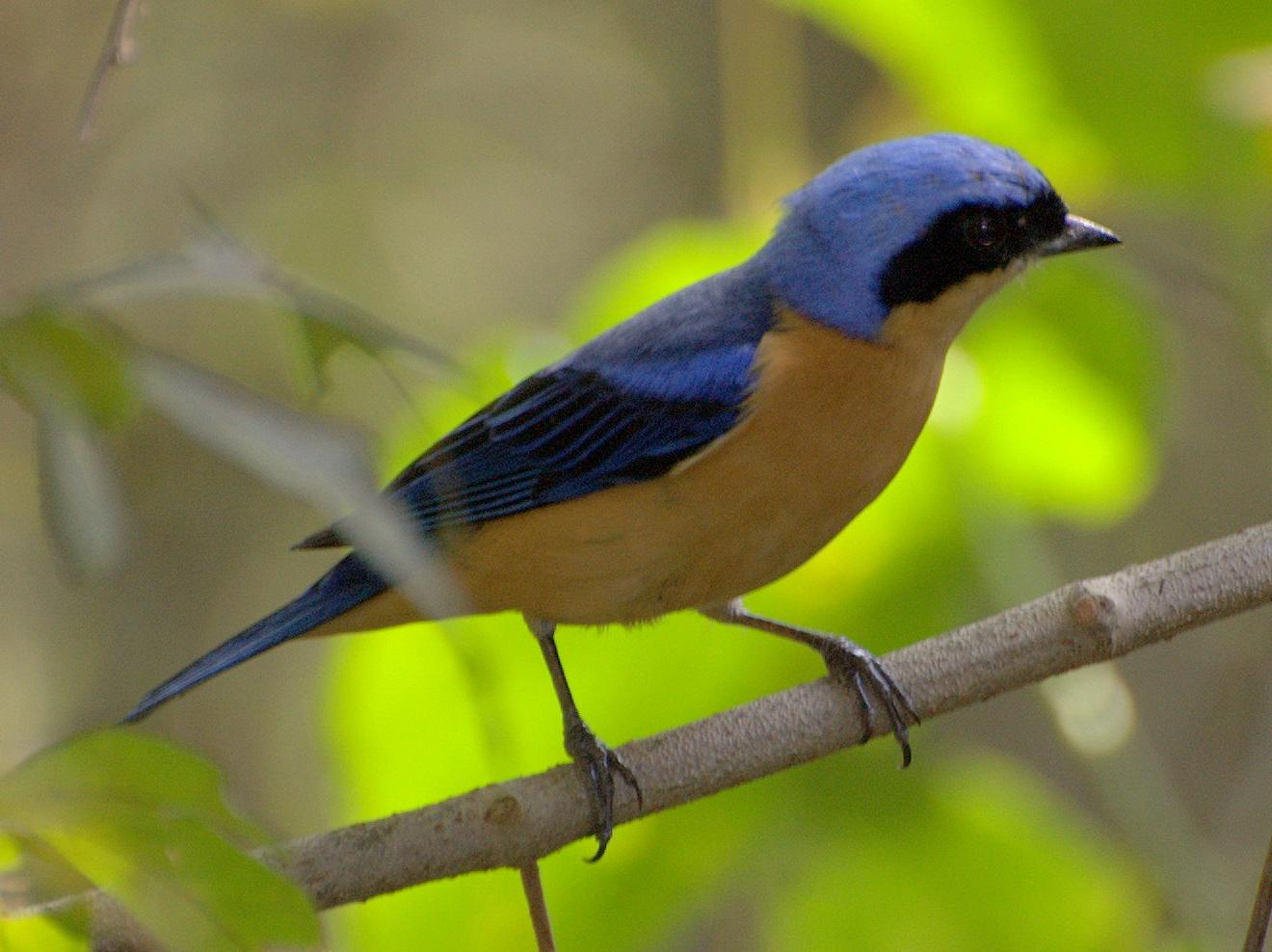